# Газонокосар 2: За межею кіберпростору
«Газонокосар 2: За межею кіберпростору» (англ. Lawnmower Man 2: Beyond Cyberspace) — американський фантастичний фільм в жанрі кіберпанка 1996 року режисера Фархада Менна. Фільм є своєрідним продовженням фільму «Газонокосар», що вийшов у 1992 році.

## Сюжет
Спочатку вважалося, що Джоуб загинув під час вибуху, що відбувався у першій частині стрічки. Але рятувальникам вдалося витягнути газонокосильщика із згорілої будівлі. Його доставили в госпіталь, де ампутували ноги і по частинах зібрали обличчя. Свідомість Джоуба перейшла у віртуальну реальність, і спілкуватися з навколишнім світом він міг тільки за допомогою комп'ютера.
У цей час корпорація забирає у Трейсі його патент на унікальний чип, здатний з'єднати всі персональні комп'ютери і замкнути віртуальну реальність. Бенджамін змушений поступитися і згорнути свої дослідження. Джоуб, навпаки, мріє відновити чип і використовувати його для поширення своєї влади по всьому світу. На його шляху випадково опиняється хлопчик Пітер, який просить Трейсі про допомогу.
Джоуб знає про сили, що протистоять йому, але не вважає їх реальною загрозою. Він керує машинами і технікою віддалено, поки Пітер і Трейс шукають спосіб перешкодити лиходієві.

## У ролях
- Патрік Берджин — доктор Бенджамін Трейс
- Метт Фрюер — Джоуб Сміт
- Остін О'Брайєн — Пітер Перкетт
- Ілай Пуже — доктор Корі Платт
- Камілла Купер — Дженніфер
- Патрік ла Брек — Шейн
- Крістал Селест Грент — Джейд
- Шон П. Янг — Тревіс
- Метью Валенсія — бездомна дитина
- Кевін Конвей — Джонатан Волкер
- Тревер О'Брайєн — молодий Пітер